# Storflotjärnen (Revsunds socken, Jämtland)
Storflotjärnen är en sjö i Bräcke kommun i Jämtland och ingår i Ljungans huvudavrinningsområde.